# Caecum profundicolum
Caecum profundicolum är en snäckart som beskrevs av Bartsch 1920. Caecum profundicolum ingår i släktet Caecum och familjen Caecidae. Inga underarter finns listade i Catalogue of Life.